# Andrei Gag
Andrei Marius Gag (n. 27 aprilie 1991, Chișineu-Criș, România) este un atlet român specializat pe aruncarea greutății.

## Carieră
În 2010 a cucerit medalia de argint la proba de aruncarea discului la Campionatul Mondial de Juniori de la Moncton, Canada.
În 2013 a decis să dea prioritate aruncării greutății. La această probă, a aruncat 20,69 metri la meeting-ul de la Lisabona în iulie 2015, îndeplinind baremul de calificare pentru Jocurile Olimpice din 2016 de la Rio de Janeiro. În același an, s-a clasat pe locul doi la Universiada de la Gwangju, apoi a stabilit un nou record național cu 20,96 metri la Balcaniada de la Pitești.
În anul 2016 Andrei Gag a cucerit medalia de argint la Campionatul Mondial în sală de la Portland cu o aruncare de 20,89 m. În iulie 2016 a stabilit un nou record național cu 21,06 metri, apoi a fost pe locul 13 la Jocurile Olimpice de la Rio de Janeiro. La Universiada din 2017 de la Taipei a obținut medalia de bronz. Apoi a fost numit cel mai bun atlet român al anului de Federația Română de Atletism.

## Realizări
| An   | Competiție                               | Locație                  | Loc | Eveniment | Note    |
| ---- | ---------------------------------------- | ------------------------ | --- | --------- | ------- |
| 2008 | Campionatul Mondial de Juniori (sub 20)  | Bydgoszcz, Polonia       | 30  | disc      | 46,98 m |
| 2009 | Campionatul European de Juniori (sub 20) | Novi Sad, Serbia         | 10  | disc      | 55,84 m |
| 2010 | Campionatul Mondial de Juniori (sub 20)  | Moncton, Canada          | 2   | disc      | 61,85 m |
| 2011 | Campionatul European de Tineret (sub 23) | Ostrava, Cehia           | 19  | disc      | 54,83 m |
| 2013 | Campionatul European de Tineret (sub 23) | Tampere, Finlanda        | 14  | disc      | 55,98 m |
| 2014 | Campionatul European                     | Zürich, Elveția          | 20  | greutate  | 19,18 m |
| 2015 | Campionatul European în sală             | Praga, Cehia             | 26  | greutate  | 18,45 m |
| 2015 | Universiada                              | Gwangju, Coreea de Sud   | 2   | greutate  | 19,92 m |
| 2015 | Campionatul Mondial                      | Beijing, China           | 17  | greutate  | 19,74 m |
| 2016 | Campionatul Mondial în sală              | Portland, Statele Unite  | 2   | greutate  | 20,89 m |
| 2016 | Campionatul European                     | Amsterdam, Olanda        | 16  | greutate  | 19,49 m |
| 2016 | Jocurile Olimpice                        | Rio de Janeiro, Brazilia | 13  | greutate  | 20,40 m |
| 2017 | Campionatul European în sală             | Belgrad, Serbia          | 14  | greutate  | 19,24 m |
| 2017 | Campionatul Mondial                      | London, Marea Britanie   | 12  | greutate  | 19,96 m |
| 2017 | Universiada                              | Taipei, Taiwan           | 3   | greutate  | 20,12 m |
| 2018 | Campionatul European                     | Berlin, Germania         | 23  | greutate  | 19,26 m |
| 2019 | Campionatul European în sală             | Glasgow, Marea Britanie  | 15  | greutate  | 19,70 m |
| 2019 | Campionatul Mondial                      | Doha, Qatar              | 17  | greutate  | 20,50 m |

## Recorduri personale
| Probă                       | Performanță | Dată           | Locație     |
| --------------------------- | ----------- | -------------- | ----------- |
| Aruncarea greutății         | 21,06 m     | 17 iulie 2016  | Cluj-Napoca |
| Aruncarea discului          | 61,27 m     | 4 martie 2014  | București   |
| Aruncarea greutății în sală | 20,89 m     | 18 martie 2016 | Portland    |